# حوت الفيوم
حوت الفيوم (الاسم العلمي:†Phiomicetus) هو جنس منقرض من الثدييات يتبع فصيلة الحيتان الأولية من رتبة مزدوجات الأصابع. وهو حوت برمائي كان يعيش في مصر خلال العصر الإيوسيني قبل 43 مليون عام وبحسب الباحثين فإن هذا الحوت كان من الحيوانات المفترسة ذات الأرجل الأربعة  وكان يمتلك أسنان قوية مكنته من صيد الفرائس كبيرة الحجم.
النوع الوحيد المكتشف حتى الآن هو حوت أنوبيس (†Phiomicetus anubis).
واُستخرجت حفريات هذا الحوت الجديد في عام 2008 بواسطة فريق من متخصصي وزارة البيئة المصرية، ومن ثم درست بواسطة فريق مركز جامعة المنصورة للحفريات الفقارية بقيادة الدكتور هشام سلام وذلك بموجب بروتوكول التعاون بين المؤسستين.
سمي الحوت المصري الجديد علي شرف واحة الفيوم (المكان الذي استخرجت منه حفرياته) فيومسيتس، بينما تم تسمية النوع باسم إله فرعوني قديم لإضفاء الطابع المصري القديم على هذا الاسم العلمي- أنوبيس.  ليكون الاسم كاملا (فيومسيتس أنوبيس). وعاش ذلك الحوت وقتما كان قطاعٌ كبيرٌ من الأراضي المصرية مغطى ببحر شاسع هو البحر المتوسط القديم أو ما يعرف "بحر تيثس"، حيث عاشت حيوانات بحرية قديمة من بينها أسلاف الحيتان التي تعيش اليوم. وقال الباحثون إن الحوت الذي يبلغ طوله نحو ثلاثة أمتار، ويزن نحو 600 كجم، ويبدو أنه كان برمائي المعيشة حيث كان قادراً على المشي على اليابسة والسباحة في البحر، كما أنه تميز بقدرات شم وسمع قوية بما يشبه الثدييات التي تعيش على اليابسة.
وتبين من الدراسة التشريحية المفصلة لهيكل الحوت الجديد أنه يختلف تماماً عن كل أقرانه من الحيتان المعروفة من قبل. كما أوضحت خصائصه التشريحية أنه كان يتميز بمهارات افتراس كبيرة، وعضلات فكين قوية وضخمة، مكنت هذا الحوت ان يهيمن على البيئة التي عاش فيها أنذاك، بما يشبه الحوت القاتل (حوت الأوركا) الذي يعيش اليوم. كما أن هذا الحوت الجديد يساهم في إثراء المعرفة العالمية بأسلاف الحيتان القديمة وتوضيح أثر الحفريات المصرية في فهم السجل التطوري لهذه المخلوقات الفريدة.
دليل آخر مثير للاهتمام قدمته حفريات هذا الحوت الجديد، حيث وجد الفريق البحثي أن ضلوع حوت فيومسيتس تظهر علامات عض واثار اسنان. وبناءً على شكل وموقع هذه العضات، يعتقد الباحثون أنها صنعت بواسطة أسماك القرش الصغيرة التي من المحتمل أنها لم تكن كبيرة بما يكفي لافتراس فيومسيتس، وبدلاً من ذلك كان بإمكانها فقط الترمم على جيفة هذا الحوت بعد مماته.